# Zotye T300

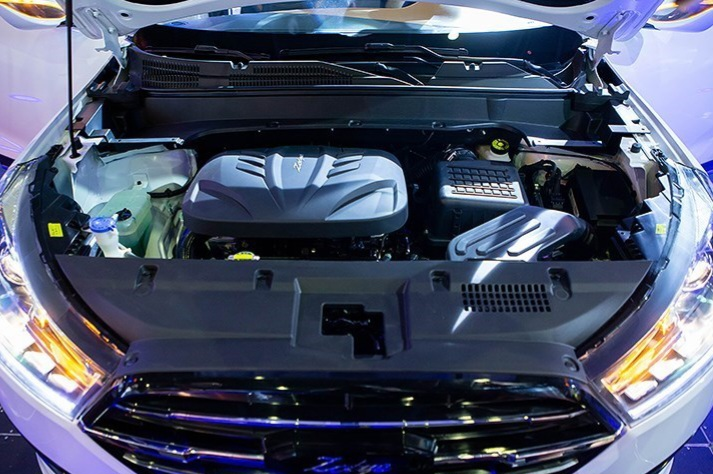
Моторный отсек

Zotye T300 — субкомпактный кроссовер, выпускаемый китайской компанией Zotye в 2016—2021 годах.

## Описание
Автомобиль Zotye T300 впервые был представлен в 2016 году на Пекинском автосалоне. Серийно автомобиль выпускался с начала 2017 года. Цены варьировались от 60800 до 80000 юаней.

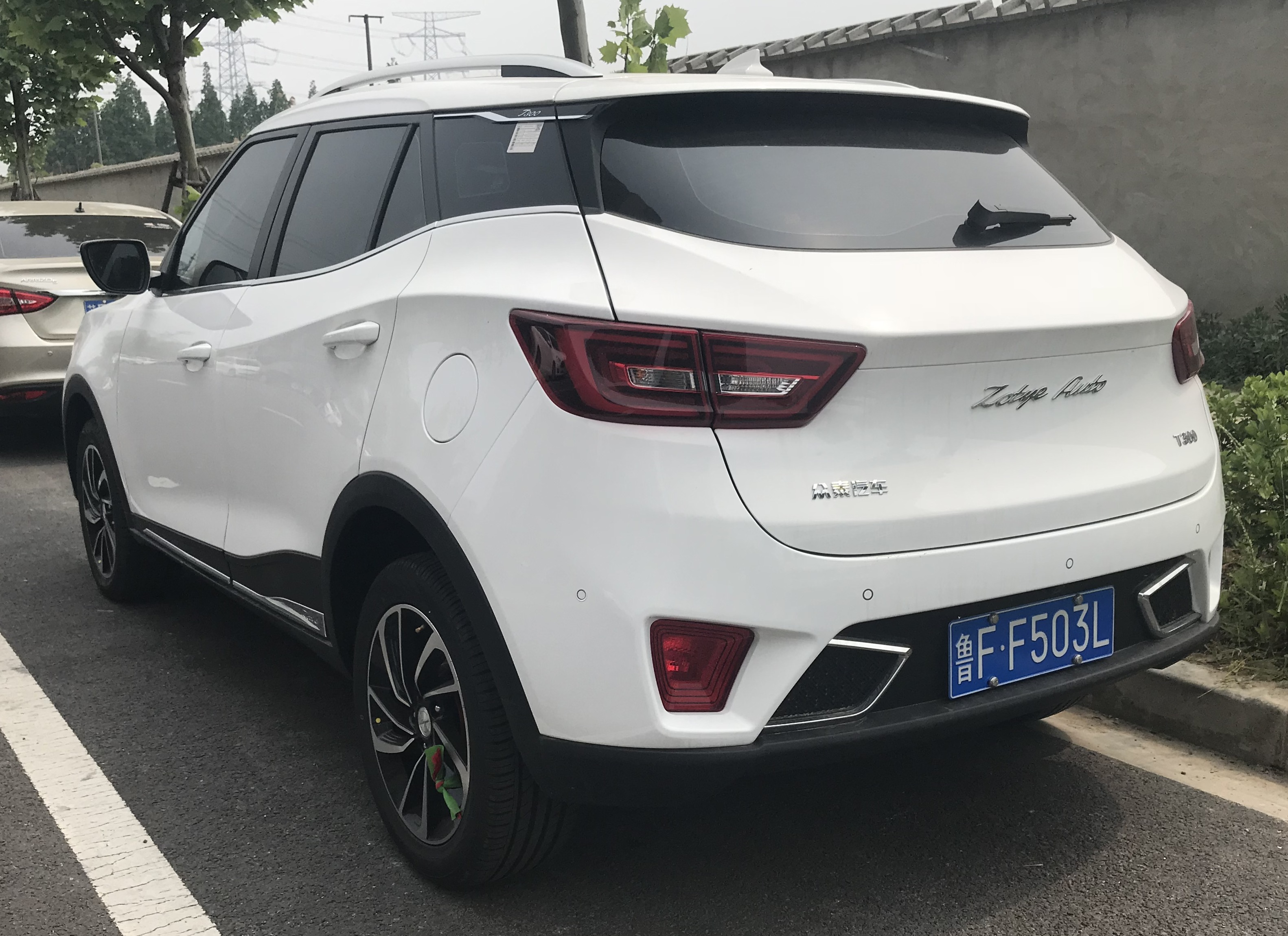
Вид сзади
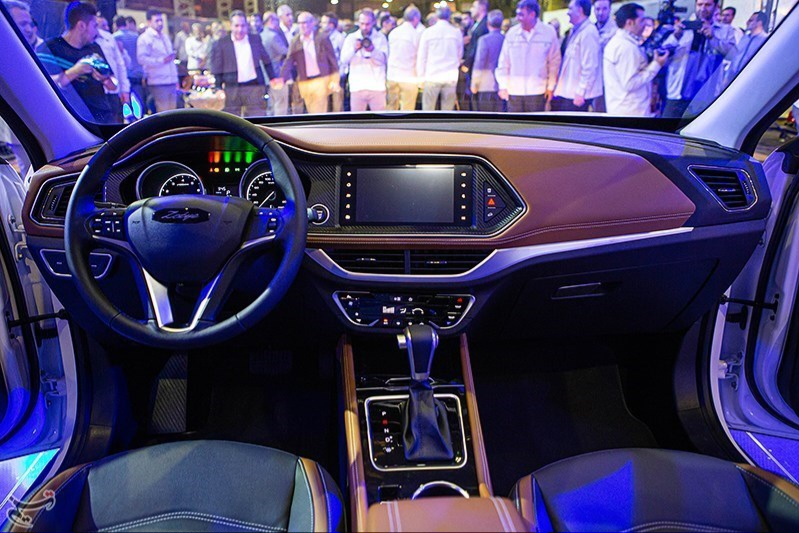
Интерьер

## Технические характеристики
Объём двигателя T300 составляет 1,5 л, мощность двигателя — 82 кВт (111 л. с.), крутящий момент — 143 Н·м. Двигатель сочетался в паре с пятиступенчатой механической или бесступенчатой трансмиссией.